# 2016년 문화
다음은 2016년 문화계에 관한 사건들이다.

## 일람
- 1월 12일 - 마이크로소프트에서 윈도우 XP 임베디드, 윈도우 8, 인터넷 익스플로러 7, 8, 9, 10의 모든 지원을 중단하였다.[1]
- 1월 15일 - 걸그룹 카라가 해체됐다.
- 1월 30일 - 신분당선 정자~광교 구간 개통.
- 2월 12일 - 2회 동계 청소년 올림픽이 노르웨이 릴레함메르에서 개막하였다.
- 2월 14일 - 교황 프란치스코와 러시아 정교회의 모스크바 총대주교 키릴이 쿠바에서 만나 공동 선언에 서명하였다.
- 2월 20일 - 경상북도청이 경상북도 안동시 풍천면 갈전리 신청사로 이전하였다.
- 2월 21일
  - 2015-2016년 KCC 프로 농구 정규리그 마지막 경기에서 전주 KCC 이지스 프로농구단이 정규리그 우승을 차지하였다.[2]
  - 2회 동계 청소년 올림픽이 노르웨이 릴레함메르에서 폐막하였다.
  - 삼성전자의 갤럭시 S7과 LG전자의 LG G5가 스페인 바르셀로나 가전박람회에서 처음 공개되었다.
- 2월 26일 - 제주특별자치도 서귀포시 강정마을에서 제주 해군기지가 완공되었다.
- 2월 28일
  - 제88회 아카데미상 시상식이 캘리포니아주 로스앤젤레스 할리우드의 돌비 극장에서 열렸다.
  - 제88회 아카데미상에서 《스포트라이트》가 작품상, 알레한드로 곤살레스 이냐리투가 감독상, 레오나르도 디카프리오가 남우주연상, 브리 라슨이 여우주연상을 수상하였으며, 《매드 맥스: 분노의 도로》는 최다 수상인 6개 부문에서 수상하였다.
- 3월 1일 - 대한민국 JTBC2 개국.
- 3월 4일 - 월트 디즈니 픽처스의 영화 주토피아가 개봉되었다.
- 3월 8일 - 2016년 KBO 리그의 시범경기가 개막하였다.
- 3월 9일
  - 오전 10시 10분부터 오전 11시 24분까지 일식이 진행되었다. 반대로 태평양과 인도양에서는 개기 일식이 진행되었다.
  - 이세돌 9단과 인공지능 알파고와의 바둑대결이 1주일간의 일정으로 시작되었다. 바둑 대결에서 알파고가 1번째 대국에서 처음으로 승리하였다.
- 3월 11일 - 미국과 캐나다가 19년만에 정상회담을 개최했다.
- 3월 15일 - 이세돌 9단과 알파고와의 5번째 바둑대결에서 알파고가 승리했다. 이로써 이세돌은 1승 4패, 알파고는 4승 1패로 알파고의 최종 우승이 확정되었다.
- 3월 19일 - 대구삼성라이온즈파크 개장.
- 3월 26일 - 홋카이도 신칸센 신아오모리역에서 신하코다테호쿠토역 구간이 개통되었다.
- 3월 29일 - 한국프로농구 KBL 챔피언 결정전 6차전에서 고양 오리온 오리온스가 전주 KCC 이지스를 120대 86으로 꺾고 시리즈 전적 4승 2패로 2002년 이후 14년만에 통산 2번째 우승을 달성하였다.
- 4월 1일 - 2016년 KBO 리그가 개막하였다.
- 4월 12일 - 플라이강원 설립
- 4월 14일 - 1세대 아이돌 그룹 젝스키스가 16년만에 재결합하였다.
- 4월 22일 - 볼빨간사춘기가 데뷔하였다.
- 4월 30일 - 로또 6/45가 700회를 맞이했다.
- 5월 - 에어로케이항공 설립
- 5월 3일 - 축구리그인 프리미어리그에서 레스터 시티 FC가 창가 16만에 단 132년만에 첫 우승을 하였다.
- 5월 4일 - 《Mnet PRODUCE 101》을 통해 탄생한 걸그룹 아이오아이가 데뷔하였다.
- 5월 9일 - 수성 일면통과가 발생하였다. 남아메리카, 북아메리카 동부, 서유럽에서 전 과정을 볼 수 있고 오스트레일리아와 동아시아를 제외한 모든 지역에서 일부 과정을 볼 수 있게 되었다.
- 5월 10일 - KNN 러브 FM 방송이 개국하였다.
- 5월 25일 - 제3대 천주교 원주교구장 조규만 주교의 착좌식이 거행되었다.
- 6월 1일 - 세계에서 가장 길고 깊은 교통 터널인 고트하르트 베이스 터널(GBT)이 개통되었다.
- 6월 3일 - 2016년 코파 아메리카가 미국에서 개막하였다.
- 6월 8일 - 천주교 마산교구 제5대 교구장 배기현 주교의 주교 서품식과 교구장 착좌식이 거행되었다.
- 6월 10일 - UEFA 유로 2016이 프랑스에서 개막하였다.
- 6월 16일 - 상하이 디즈니랜드 개장.
- 6월 26일
  - 2016년 코파 아메리카가 미국에서 폐막하였다.
  - 파나마 운하가 102년만에 확장 개통되었다.
- 7월 10일 - UEFA 유로 2016이 프랑스에서 폐막하였다.
- 7월 19일 - 전미 농구 협회 소속인 클리블랜드 캐벌리어스가 골든스테이트 워리어스를 꺾고 창단 이래 처음으로 우승을 차지하였다.[3]
- 7월 26일 - 제31차 세계 청년 대회가 폴란드 크라쿠프에서 개막하였다.
- 7월 28일 - 재건축·재개발 사업 시행자가 기부채납 토지의 50%까지를 부동산이 아닌 현금으로 납부할 수 있게 규정한 도시정비법(도시 및 주거환경 정비법) 시행령 개정안이 개정, 발효되었다.
- 7월 29일 - 마이크로소프트에서 윈도우 10 무료 업그레이드 지원을 종료하였다.
- 7월 30일 - 인천 도시철도 2호선이 개통되다.
- 7월 31일
  - 제31차 세계 청년 대회가 폴란드 크라쿠프에서 폐막하였다.
  - 해리 포터와 저주받은 아이가 출판되었다.
- 8월 2일
  - 삼성전자가 미국 뉴욕에서 삼성 갤럭시 언팩 2016을 열고 갤럭시 노트7을 공개했다.
  - 윈도우 10 레드스톤 업데이트의 배포가 시작되었다.
- 8월 5일 - 2016년 하계 올림픽이 브라질 리우데자네이루에서 개막하였다.
- 8월 8일 - YG 엔터테인먼트 소속 걸그룹 블랙핑크가 데뷔하였다.
- 8월 18일 - 대한민국 제주특별자치도에서 TBN제주교통방송 개국이다.
- 8월 19일 - 삼성이삼성갤럭시노트7을 출시했다.
- 8월 21일 - 2016년 하계 올림픽이 브라질 리우데자네이루에서 폐막하였다.
- 9월 7일 - 2016년 하계 패럴림픽이 브라질 리우데자네이루에서 개막하였다.
- 9월 8일 - 대구 도시철도 1호선 설화명곡역 ~ 대곡역 구간이 개통되었다.
- 9월 18일 - 2016년 하계 패럴림픽이 브라질 리우데자네이루에서 폐막하였다.
- 9월 24일 - 2016 하계 패럴림픽의 폐막 이후에는 수도권 전철 경강선이 판교~여주 복선전철 전 구간이 개통되었다.
- 10월 1일
  - 청주문화방송과 충주문화방송이 통합되면서 MBC충북으로 출범되었다.
  - 케세이퍼시픽 항공이 하네다 국제공항~홍콩 국제공항간의 운항을 마지막으로 보잉 747-400을 퇴역시켰다.
- 10월 26일 - 쿠키런 오븐브레이크가 출시되다.
- 10월 31일 - 마이크로소프트에서 윈도우 7, 윈도우 8.1 판매가 단종되었다.
- 11월 2일 - KBO 리그 한국시리즈 4차전에서 두산 베어스가 NC 다이노스를 8대 1로 꺾고 시리즈 전적 4승으로 통산 5번째 우승을 달성하였다.
- 11월 3일 - 메이저 리그 베이스볼 월드 시리즈 7차전에서 시카고 컵스가 클리블랜드 가디언즈를 8대 7로 꺾고 시리즈 전적 4승 3패로 1908년 이후 108년만에 통산 3번째 우승을 달성하고 폐막하였다.
- 11월 11일 - 광주원주고속도로가 개통되었다.
- 11월 14일 - 1948년 이후 68년만에 슈퍼문이 뜨다. (1948년 이후 68년만에 달과 지구 사이의 거리가 가장 가까워지다. 근지점 참조)
- 11월 17일 - 2017학년도 대학수학능력시험이 시행되었다.
- 12월 9일 - 수서고속철도가 개통되었다.
- 12월 12일 - 동대구복합환승센터 개장.
- 12월 27일 - 천주교 인천교구 제3대 교구장 정신철 주교의 착좌 미사가 거행되었다.
- 12월 24일 - KBS 연예대상에서 김종민이 대상수상 하였다.
- 12월 25일 - SBS 연예대상에서 신동엽이 대상수상 하였다.
- 12월 26일
- 하이패스 전용 나들목 경부고속도로 옥산IC의 서울방향 진출입로가 개통됐다.
- 서산영덕고속도로 낙동JC ~ 영덕IC 구간이 개통됐다.
- 12월 29일 - MBC 방송연예대상에서 유재석이 대상수상 하였다.
- 12월 30일
  - MBC 연기대상에서 이종석이 대상수상 하였다.
  - 부산권 전철 동해선 부전역 ~ 일광역 8구간 개통.
- 12월 31일 - SAF 연기대상에서 한석규 대상수상, KBS 연기대상에서 송혜교, 송중기가 대상수상 하였다.